# Raaf Hekkema
Raaf Hekkema (1968) is een klassiek saxofonist.
Hekkema is bekend geworden door zijn arrangementen. Als kamermusicus en als solist geeft hij concerten over de gehele wereld. Hij is lid en medeoprichter van het Calefax Rietkwintet, waarvoor hij een honderdtal bewerkingen schreef. Hij studeerde een aantal jaren compositie bij onder anderen Tristan Keuris. In oktober 2007 ontving Hekkema de Echo Klassik, de cd-prijs van de Duitse Phonoakademie, als Instrumentalist of the Year voor zijn solo-cd met de capricci van Nicolò Paganini voor saxofoon, een prijs die uitgereikt werd tijdens een live tv-gala (ZDF).
In 2020 werd Hekkema benoemd tot lid van de Akademie van Kunsten.